# Pryaid Records
Pryaid Records (プライエイド・レコーズ, Puraieido Rekoozu) est un label de musique japonaise et une division de Polystar, la maison mère de Trattoria Records. 
C'est également un membre de l'IFPI.